# M. Reza Ghadiri
M. Reza Ghadiri es un químico iraní-estadounidense que estudia ciencia y tecnología a nanoescala.
Ghadiri tiene un doctorado en química (1987) de la Universidad de Wisconsin-Madison. Actualmente es profesor de química en el Instituto de Investigación Scripps.
El Premio Feynman 1998 fue otorgado a Ghadiri por trabajar en la construcción de estructuras moleculares a través del uso de la autoorganización. Su laboratorio también fue pionero en el desarrollo de la autorreplicación de péptidos.

## Premios
- Premio Searle Scholars 1991-1994;
- Arnold & Mabel Beckman Foundation, Beckman Young Investigators Award, 1991-1993;[5]
- Alfred P. Becario de investigación Sloan 1993-1995;
- Beneficiario de Eli Lilly 1994-1995;
- Premio ACS en Química Pura 1995;
- Arthur C. Premio Cope Scholar, Sociedad Americana de Química 1999;
- Premio Feynman de Nanotecnología 1998;
- Profesor Merck-Frosst, Universidad de Victoria, Columbia Británica 2001;
- Profesor de Belleau, Universidad McGill, Montreal, Quebec 2001.